# بنای شماره ۱۵ (خانه شماره ۱)
بنای شماره ۱۵ (خانه شماره ۱) مربوط به دوره قاجار است و در شهرستان آستانه اشرفیه، بخش کیاشهر، شهر کیاشهر، خیابان امام خمینی واقع شده و این اثر در تاریخ ۷ اسفند ۱۳۸۶ با شمارهٔ ثبت ۲۱۵۴۹ به‌عنوان یکی از آثار ملی ایران به ثبت رسیده است.